# Leandro Webber
Leandro Webber (Torres, Río Grande del Sur, Brasil. 8 de noviembre de 1974) es un futbolista brasilero. Juega de defensa y su último equipo en el que militó fue el Riograndense Futebol Clube de Brasil.

## Clubes
| Club                        | País      | Año         |
| --------------------------- | --------- | ----------- |
| Volta Redonda FC            | Brasil    | 2000        |
| Imortal DC                  | Portugal  | 2000 - 2001 |
| Bolívar                     | Bolivia   | 2002 - 2003 |
| Ceará SC                    | Brasil    | 2004        |
| Kitchee SC                  | Hong Kong | 2004 - 2005 |
| Volta Redonda FC            | Brasil    | 2006        |
| Guanabara EC                | Brasil    | 2007        |
| Internacional (Santa Maria) | Brasil    | 2008        |
| GE Sapucaiense              | Brasil    | 2008 - 2009 |
| SC Rio Grande               | Brasil    | 2009        |
| Botafogo-DF                 | Brasil    | 2010        |
| Riograndense FC             | Brasil    | 2011        |